# Karpe (Band)
Karpe (früher Karpe Diem) ist eine norwegische Rapgruppe, die im Jahr 2000 gegründet wurde. Die Gruppe besteht aus Magdi Omar Ytreeide Abdelmaguid und Chirag Rashmikant Patel.

## Geschichte
Chirag Patel (* 20. Juli 1984) studierte von 2003 bis 2007 Medien und Kommunikation an der Hochschule Oslo. Im gleichen Zeitraum studierte Magdi Abdelmaguid (* 3. Juni 1984) afrikanische und asiatische Studien an der Universität Oslo. Die beiden trafen sich jedoch bereits zuvor am Handelsgymnasium Oslo und gründeten 2000 das Duo Karpe Diem.
Nach der Gründung der Gruppe nahm die beiden erfolgreich am Ungdommens kulturmønstring (UKM) teil und gewannen den Wettbewerb. Sie setzen ihre Arbeit im Bereich des norwegischen Hip-Hop weiter fort.

### Erste Veröffentlichungen (2004 – 2007)
Am 18. Mai 2004 wurde ihre Debüt-EP Glasskår veröffentlicht, deren Lied Skjønner du in die VG-lista Topp20 kam. Die Texte der Lieder handelten dabei vor allem über ihre Erfahrungen, die sie als Jugendliche mit Migrationshintergrund machten. Es wurden über 5000 Exemplare der EP verkauft. In der Zeit darauf arbeitete das Duo oder auch die beiden als Solisten bei verschiedenen Musikprojekten anderer Musiker mit.
Im Jahr 2006 kam ihr erstes Album Rett Fra Hjertet auf den Markt. Das Album machte die Band in ganz Norwegen bekannt und es wurden mehr als 18.000 Exemplare verkauft. Piano, die erste Single des Albums, konnte sich 16 Wochen in den norwegischen Charts halten. Für das Album bekam die Band den Alarmprisen 2007 in der Kategorie Hip-Hop/Rap.

### Anhaltende Erfolge (2008 – 2014)
Im Jahr 2008 erschienen die Singles Stjerner, Under overflaten, Vestkantsvartinga (mit Pumba) und Fireogtyvegods aus dem Album Fire Vegger, welches am 29. September 2008 auf den Markt kam. Es wurde das meistverkaufte Hip-Hop-Album in norwegischer Sprache und hielt sich 28 Wochen in den norwegischen Albumcharts. Für das Album gewannen sie den Spellemannprisen 2008 in der Kategorie „Hip-Hop“. Außerdem traten sie bei der Verleihung mit dem Song Stjerner auf.
Im Mai 2010 gewann das Duo den neuen Bendiksenprisen und bekam für diesen ein Preisgeld von 100.000 Kronen. Sie veröffentlichten außerdem ihr drittes Album Aldri solgt en løgn. Erstmals wurde eines ihrer Alben auch von den Musikkritikern positiv bewertet. Es wurde das erste norwegische Hip-Hop-Album, das Platz 1 in den norwegischen Albumcharts erreichte. Beim Spellemannprisen 2010 wurde das Duo mit dem „Årets Spellemann“ ausgezeichnet.
Nachdem sie sich von ihrem ehemaligen Platten-Label getrennt hatten, veröffentlichten sie im Jahr 2012 das Album Kors på halsen, kniv i hjertet, mor og far i døden. Auch dieses Album konnte erneut den ersten Platz der Charts erreichen und sie konnten damit beim Spellemannprisen 2012 in der Pop-Kategorie gewinnen. In ihm enthalten ist unter anderem die Single Toyota’n til Magdi. Im Jahr 2013 veröffentlichten sie die Biografie Dødtid – Bilder og turnénotater.

### Heisann Montebello (2015 – 2017)
Im November 2015 begannen sie das Projekt Heisann Montebello. Die Lieder des dazugehörigen Albums, die sie alle auch als Single mit einem Musikvideo veröffentlichten, wurden erneut politischer. So kritisierten sie in der Single Lett å være rebell i kjellerleiligheten din unter anderem auch den damaligen Justizminister Anders Anundsen. In ihrem Lied Hvite menn som pusher 50, zeichneten sie das Bild einer Gesellschaft, die von älteren weißen Männern dominiert werde. Das Musikvideo dazu erhielt den Preis für das beste Musikvideo beim Spellemannprisen 2016. Zudem gewannen sie in den Kategorien „Album des Jahres“ und „Urban“. Sie erhielten des Weiteren je einen Preis bei P3 Gull für das beste Lied des Jahres (Lett å være rebell i kjellerleiligheten din) und für den besten Live-Auftritt.
Im Jahr 2017 gingen sie mit dem Album Heisann Montebello auf eine Tournee, in der sie unter anderem drei ausverkaufte Konzerte im Oslo Spektrum gaben. Als Abschluss des Projekts diente der Film Adjø Montebello. Der Film gewann eine Auszeichnung beim Amanda-Filmpreis in der Kategorie Szenografie und Produktdesign.

### Umbenennung und weitere Alben (seit 2018)
Im Jahr 2018 benannten Abdelmaguid und Patel die Band von Karpe Diem in Karpe um. Im Jahr 2019 veröffentlichten sie das Album SAS Plus / SAS Pussy. Das Album wurde als Raphörspiel bezeichnet und wurde nicht in verschiedene Lieder unterteilt. Im November 2019 wurde das Duo erneut beim Musikpreis P3 Gull als Live-Künstler des Jahres ausgezeichnet. Beim Spellemannprisen 2019 erhielten sie für das Album die Auszeichnung „Album des Jahres“.
Im Januar 2022 veröffentlichte das Duo die EP Omar Sheriff und einen gleichnamigen Film. Die EP konnte sich auf dem ersten Platz der norwegischen Albumcharts platzieren. Bei Kritikern erhielt das Werk gute Kritiken und das Duo gewann mehrere Preise dafür. Beim Musikpreis P3 Gull gewann Karpe in der Kategorie „Künstler des Jahres“ sowie mit PAF.NO in der Kategorie „Lied des Jahres“. Beim Spellemannprisen 2022 gewann das Duo nach 2010 zum zweiten Mal die Auszeichnung als „Årets Spellemann“. Zudem konnte Karpe in den Kategorien „Pop“, „Veröffentlichung des Jahres“, „Textautor des Jahres“, „Songwriter des Jahres“ und „Lied des Jahres“ gewinnen. Mit insgesamt sechs Auszeichnungen in einem Jahr stellte das Duo einen neuen Rekord beim Spellemannprisen auf. In den norwegischen Album-Jahrescharts für das Jahr 2022 führte Karpe mit Omar Sheriff die Liste an und mit Paf.no erreichten sie zudem den dritten Platz in den Single-Jahrescharts.
Im August 2022 trat das Duo an zehn Tagen im ausverkauften Oslo Spektrum auf. Die von Yohan Shanmugaratnam geschriebene Biografie Hjertet i to – seks måneder med Karpe kam im Herbst 2022 heraus. Gemeinsam mit Delara, The Quick Style und dem pakistanischen Sänger Kaifi Khalil veröffentlichte Karpe im Juni 2024 das Lied Piya Piya Calling. Das Lied wurde im pakistanischen Musikformat Coke Studio Pakistan lanciert und wurde sowohl in Norwegen als auch in Pakistan zu einem Hit. Beim Musikpreis P3 Gull wurde es als „Lied des Jahres“ ausgezeichnet.

## Diskografie

### Alben
| Jahr | Titel                                                     | Höchstplatzierung, Gesamtwochen, AuszeichnungChartsChartplatzierungen (Jahr, Titel, Platzierungen, Wochen, Auszeichnungen, Anmerkungen) | Anmerkungen                              |
| Jahr | Titel                                                     | NO | Anmerkungen                              |
| ---- | --------------------------------------------------------- | --- | ---------------------------------------- |
| 2006 | Rett fra hjertet                                          | NO10 (16 Wo.)NO | Erstveröffentlichung: 12. Juni 2006      |
| 2008 | Fire vegger                                               | NO3 Platin · (29 Wo.)NO | Erstveröffentlichung: 1. Juni 2008       |
| 2010 | Aldri solgt en løgn                                       | NO1 (24 Wo.)NO | Erstveröffentlichung: 19. April 2010     |
| 2012 | Kors på halsen – ti kniver i hjertet – mor og far i døden | NO1 Platin · (… Wo.)NO | Erstveröffentlichung: 20. September 2012 |
| 2016 | Heisann Montebello                                        | NO5 (85 Wo.)NO | Erstveröffentlichung 16. Oktober 2016    |
| 2019 | Sas plus / sas pussy                                      | NO3 (33 Wo.)NO | Erstveröffentlichung 22. Februar 2019    |
| 2021 | Omar Sheriff                                              | NO1 ×3Dreifachplatin · (90 Wo.)NO | Erstveröffentlichung 26. November 2021   |

### EPs
- 2022: Mike It Spektrum

### Singles
| Jahr | Titel Album                                                             | Höchstplatzierung, Gesamtwochen, AuszeichnungChartsChartplatzierungen (Jahr, Titel, Album, Platzierungen, Wochen, Auszeichnungen, Anmerkungen) | Anmerkungen                                                                         |
| Jahr | Titel Album                                                             | NO | Anmerkungen                                                                         |
| --- | ----------------------------------------------------------------------- | --- | ----------------------------------------------------------------------------------- |
| 2004 | Glasskår                                                                | NO9 (6 Wo.)NO |                                                                                     |
| 2006 | Piano Rett fra hjertet                                                  | NO12 (5 Wo.)NO |                                                                                     |
| 2008 | Under overflaten –                                                      | NO8 (9 Wo.)NO |                                                                                     |
| 2008 | Fireogtyvegods Fire vegger                                              | NO5 (7 Wo.)NO |                                                                                     |
| 2008 | Stjerner Fire vegger                                                    | NO8 (7 Wo.)NO |                                                                                     |
| 2009 | Vestkantsvartinga Fire vegger                                           | NO17 (4 Wo.)NO | feat. Pumba                                                                         |
| 2010 | Ruter Aldri solgt en løgn                                               | NO2 (19 Wo.)NO | mit Andreas Grega                                                                   |
| 2012 | Her Kors på halsen, kniv i hjertet, mor og far i døden                  | NO7 (9 Wo.)NO |                                                                                     |
| 2012 | Toyota’n til magdi Kors på halsen, kniv i hjertet, mor og far i døden   | NO20 (1 Wo.)NO | Erstveröffentlichung: 1. Juni 2012                                                  |
| 2012 | Påfugl Kors på halsen, kniv i hjertet, mor og far i døden               | NO12 (5 Wo.)NO | Erstveröffentlichung: 14. Dezember 2012 mit Yosef Wolde-Mariam                      |
| 2015 | Lett å være rebell i kjellerleiligheten din Heisann Montebello          | NO3 ×4Vierfachplatin · (15 Wo.)NO | Erstveröffentlichung: 6. November 2015                                              |
| 2015 | Hvite menn som pusher 50 Heisann Montebello                             | NO8 ×2Doppelplatin · (10 Wo.)NO | Erstveröffentlichung: 6. November 2015                                              |
| 2015 | Au pair Heisann Montebello                                              | NO12 Platin · (4 Wo.)NO | Erstveröffentlichung: 6. November 2015                                              |
| 2016 | Hus/hotell/slott brenner Heisann Montebello                             | NO4 Platin · (6 Wo.)NO | Erstveröffentlichung: 1. Februar 2016                                               |
| 2016 | Attitudeproblem Heisann Montebello                                      | NO30 (2 Wo.)NO | Erstveröffentlichung: 7. April 2016                                                 |
| 2016 | Gunerius Heisann Montebello                                             | NO13 Platin · (5 Wo.)NO | Erstveröffentlichung: 29. August 2016                                               |
| 2017 | Rett i foret Heisann Montebello                                         | NO4 (11 Wo.)NO | Erstveröffentlichung: 11. Dezember 2017                                             |
| 2017 | Dup-i-dup Heisann Montebello                                            | NO32 (1 Wo.)NO | Erstveröffentlichung: 11. Dezember 2017                                             |
| 2019 | Skittles –                                                              | NO4 ×2Doppelplatin · (15 Wo.)NO | Erstveröffentlichung: 21. Juni 2019                                                 |
| 2019 | Moscot & Dior (Remix) –                                                 | NO4 ×2Doppelplatin · (15 Wo.)NO | Erstveröffentlichung: 20. September 2019 mit Isah & Dutty Dior                      |
| 2022 | (Åh) Tåmy, Tåmy – Rifla x Sheriff Å Drukne En Fisk                      | NO3 Platin · (12 Wo.)NO | Erstveröffentlichung: 30. Dezember 2022 mit Arif Murakami                           |
| 2023 | Trille –                                                                | NO13 (2 Wo.)NO | Erstveröffentlichung: 5. Mai 2023 mit Jonas Benyoub                                 |
| 2024 | Piya Piya Calling –                                                     | NO5 (… Wo.)NO | Erstveröffentlichung: 9. Juni 2024 mit Delara und Kaifi Khalil                      |
| Folgende Lieder erschienen nicht als Single, wurden aber durch das Album zum Download und Streaming bereitgestellt und konnten somit eine Platzierung erlangen: |                                                                         | |                                                                                     |
| |                                                                         | |                                                                                     |
| 2018 | Jeg bruker ikke kondom Mars                                             | NO1 (7 Wo.)NO | mit Unge Ferrari & Arif als Mars                                                    |
| 2018 | Jeg er lei meg Mars                                                     | NO2 (7 Wo.)NO | mit Unge Ferrari & Arif als Mars                                                    |
| 2018 | Jeg føler meg som Tshawe Mars                                           | NO8 (2 Wo.)NO | mit Unge Ferrari & Arif als Mars                                                    |
| 2018 | Jeg gråter tårer i en mansion Mars                                      | NO4 (3 Wo.)NO | mit Unge Ferrari & Arif als Mars                                                    |
| 2022 | Baraf/Fairuz Omar Sheriff                                               | NO6 Platin · (5 Wo.)NO | mit Jonas Benyoub, Emilie Nicolas und Harpreet Bansal                               |
| 2022 | Ibn Adam Omar Sheriff                                                   | NO3 Platin · (5 Wo.)NO |                                                                                     |
| 2022 | Iboprofen Omar Sheriff                                                  | NO2 ×2Doppelplatin · (13 Wo.)NO |                                                                                     |
| 2022 | Kenya Omar Sheriff                                                      | NO3 ×2Doppelplatin · (14 Wo.)NO |                                                                                     |
| 2022 | Paf.no Omar Sheriff                                                     | NO1 ×4Vierfachplatin · (51 Wo.)NO |                                                                                     |
| 2022 | Salmalaks Omar Sheriff                                                  | NO4 Platin · (8 Wo.)NO |                                                                                     |
| 2022 | BigPapaGoat_v4_4130422.wav Mike It Spektrum                             | NO4 Platin · (8 Wo.)NO |                                                                                     |
| 2022 | TheMostBeautifulShowInTheWorld(RightNow)_v2_020822.wav Mike It Spektrum | NO21 (1 Wo.)NO |                                                                                     |
| 2023 | Meri Jaan Diaspora Dreams (The Quick Style Selection)                   | NO10 (8 Wo.)NO | Erstveröffentlichung: 19. Mai 2023 featuring Omar Sheriff, The Quick Style & Mo Ayn |

Weitere Singles
- 2017: Attitudeproblem (NO: Platin)
- 2017: Den islamske elefanten (NO: Gold)

### Als Gastmusiker
- 2003: Quest vol. 1 – Definite, Chicosepoy og OnklP “Dere skal få et vers”
- 2003: Christine – Knekt “Tilbakeblikk”
- 2004: RSP og Chicosepoy “Farsdag”
- 2004: Cam’N A-Lee og Chicosepoy “What do u mean”
- 2004: Apollo – Satans Sirkus ”Kjære mamma”
- 2004: Gatas Parlament – Bootlegs B-sider og Bestiser “Mitt Bænn”
- 2004: Tommy Tee H.E.A.T Exclusive
- 2005: Tommy Tee "Tommy Tycker Om Mej" Karpe Diem & Don Martin – Star from karpe
- 2005: "Springbreak Vol 3" Cam’n A-lee & Chicosepoy – FLIP

## Auszeichnungen
Spellemannprisen
- 2006: Nominierung in der Kategorie „Hip-Hop“ für Rett fra hjertet
- 2008: „Hip-Hop“ für Fire Vegger
- 2009: Nominierung in der Kategorie „Musikvideo des Jahres“ für Fire Vegger
- 2010: „Årets Spellemann“ für Aldri solgt en løgn
- 2010: Nominierung in der Kategorie „Hit des Jahres“ für Ruter
- 2010: Nominierung in der Kategorie „Hip-Hop“ für Aldri solgt en løgn
- 2012: „Pop“ für Kors på halsen, kniv i hjertet, mor og far i døden
- 2012: Nominierung von Abdelmaguid und Patel in der Kategorie „Textautor des Jahres“ für Kors på halsen, kniv i hjertet, mor og far i døden
- 2012: Nominierung in der Kategorie „Musikvideo des Jahres“ für Toyota’n til Magdi
- 2015: „Musikvideo des Jahres“ für Hvite menn som pusher 50
- 2015: Nominierung in der Kategorie „Musikvideo des Jahres“ für Lett å være rebell i kjellerleiligheten din
- 2015: Nominierung in der Kategorie „Lied des Jahres“ für Lett å være rebell i kjellerleiligheten din
- 2016: „Album des Jahres“ für Heisann Montebello
- 2016: „Urban“ für Heisann Montebello
- 2016: Nominierung von Abdelmaguid und Patel in der Kategorie „Textautor“ für Heisann Montebello
- 2016: Nominierung in der Kategorie „Musikvideo des Jahres“ für Den islamske elefanten
- 2019: „Album des Jahres“ für Sas plus / sas pussy
- 2019: Nominierung in der Kategorie „Urban“ für Sas plus / sas pussy
- 2019: Nominierung in der Kategorie „Songwriter des Jahres“ für Sas plus / sas pussy
- 2022: „Pop“ für Omar Sheriff
- 2022: „Veröffentlichung des Jahres“ für Omar Sheriff
- 2022: „Textautoren des Jahres“
- 2022: „Songwriter des Jahres“
- 2022: „Lied des Jahres“ für Paf.no
- 2022: „Årets Spellemann“
- 2022: Nominierung in der Kategorie „Musikvideo des Jahres“ für Paf.no

P3 Gull
- 2013: P3-Preis
- 2013: Nominierung in der Kategorie „Livekünstler des Jahres“[15]
- 2016: „Lied des Jahres“ für Lett å være rebell i kjellerleiligheten din
- 2016: „Live-Künstler des Jahres“[16]
- 2017: „Live-Künstler des Jahres“[17]
- 2019: „Live-Künstler des Jahres“
- 2019: Nominierung in der Kategorie „Lied des Jahres“ für SAS Pussy[18]
- 2022: „Künstler des Jahres“[6]
- 2022: „Lied des Jahres“ für PAF.no
- 2024: „Lied des Jahres“ für Piya Piya Calling[19]

Sonstige
- 2017: Bester Text für Heisann Montebello – Edvard-Pris[20]
- 2022: Prøysenprisen[21]
- 2023: Wenche Foss’ ærespris[22]